# Lysekils Busstrafik
Lysekils Busstrafik AB (Lysekils Buss) är ett svenskt företag som i huvudsak bedriver busstrafik i västra Bohuslän.
Företaget har sin bas i Lysekil. De kör bland annat för Västtrafik linjer som till exempel 840/841 och 860.
Arrangerar även långresor till bland annat Tyskland.